# مهن التصميم الغرافيكي
مهن التصميم الغرافيكي تشمل الإخراج الإبداعي والإدارة الفنية وإدارة الإنتاج الفني وتطوير هوية العلامة التجاريةوالرسم والتخطيط.

## المسميات الوظيفية لمدراء الجرافيك
فيما يلي المناصب أو المسؤوليات وعادةً الألقاب التي يشغلها مصممو الجرافيك ذو الخبرة في أدوار إدارية:

### المدير الإبداعي
يشغل المدير الإبداعي عدد من التخصصات مثل التصميم المرئي، كتابة الإعلانات، الإخراج الفني، مدير المشاريع الاعلانية، مخرج الأفلام / الفيديو، تتمثل مهمة المدير الإبداعي في بدء المفهوم الإبداعي للمشروع ومن ثم قيادة المشروع نحو اتجاه ناجح، بالإضافة إلى صياغة مفاهيم إبداعية سواء كانت حملة إعلانية أو هوية علامة تجارية أو إعلان تلفزيوني أو حملة تسويقية وغالباً ما يُشار إلى المدير الإبداعي ويعمل مع فريق من المبدعين ويتكون الفريق الناجح من المدير الفني ومصمم الجرافيك وكاتب نصوص ومخرج أفلام لإنتاج المفهوم والإنتاج النهائي.

### المدير الجرافيكي الفني
يشرف المدير الفني على الرسامين وفناني الإنتاج الذين ينتجون الأعمال في الوقت المحدد كما يحرص على أن يتم الموافقة على التصميم من العميل والفريق التصميمي بأكمله لذلك فأن المدير الفني يلعب دوراً رئيسياً في تطوير المشروع من خلال اتخاذ قرارات بشأن العناصر المرئية للمشروع، ومن خلال اختيار النماذج والفن والدعائم والألوان والعناصر الأخرى، يحتاج المدير الجرافيكي إلى تدريب مستمر في مجال الجرافيك حيث آن الوظائف الإدارية والإشرافية قد تؤدي إلى نسيان المهارة عبر الوقت.

### مدير الإنتاج الفني
يشرف مدير الإنتاج الفني على جانب الإنتاج الفني لتحسين الكفاءة وفعالية التكلفة بالإضافة وغالباً ما يتولى المخرجون الإبداعيون والمديرون الفنيون دور مديري الإنتاج الفني، خاصةً عندما لا تكون تكلفة الإنتاج مصدر قلق بالغ الأهمية لتعيين مدير للدور المحدد.

## أعمال مصممي الجرافيك
فيما يلي المسؤوليات أو التوجهات التي يشغلها مصممي الجرافيك:

### مصمم هوية العلامة التجارية
يهتم مصمم هوية العلامة التجارية بالجوانب المرئية للعلامة التجارية أو هوية الشركة أو المؤسسة، تصميم هوية العلامة التجارية هو العنصر المرئي الذي يمثل كيف تريد الشركة أن تظهر وغالبا ما تحافظ المؤسسة على هويتها لأطول وقت ممكن، يمكن تمثيل هوية العلامة التجارية للشركة من حيث التصميم من خلال شعار أو لافتات فريدة ثم يتم دمجها غالبًا في جميع عناصر مواد الشركة مثل بطاقات العمل، والقرطاسية، والتغليف، والإعلانات الإعلامية، والعروض الترويجية قد تتضمن هوية العلامة التجارية تصميم الشعار عادة ما يكون تطوير هوية العلامة التجارية جهداً تعاونياً بين المديرين المبدعين والمديرين الفنيين وكتّاب الإعلانات ومديري الحسابات والعميل.

### مصممي برامج البرودكاست
هو الشخص الذي يشارك في إنشاء تصميمات رسومية ووسائط إلكترونية مدمجة في المنتجات التلفزيونية التي يستخدمها مشغلي مولد الشخصيات (CG) أو (بالإنجليزية: Character generator)‏، قد يكون مصمم البث حاصلا على درجة علمية في الوسائط الرقمية (أو درجة مماثلة)، أو يتم تدريسه ذاتياً في البرامج اللازمة لإنشاء مثل هذا المحتوى.

### مصمم الشعار
تتمثل مهمة مصمم الشعار في توفير طريقة جديدة ومبتكرة للتعبير عن النقاط الرئيسية للشركة من خلال التصميم يأخذ مصممو الشعارات المعلومات التي يقدمها لهم العميل ويعملون، مستخدمين إبداعاتهم الخاصة جنباً إلى جنب مع استراتيجية التسويق للعثور على صورة مناسبة يمكن لعملائهم استخدامها لتمثيل ما يحاولون تشجيعه أو بيعه أو ما هو عليه، ومن غير المحتمل أن تتخصص الشركة في تصميم الشعار أو أن يكون لها منصب لمصمم شعار معين، عادةً ما يقوم مديرو الفن ومصممي الجرافيك بتصميم الشعارات.

### مصمم التسويق
يقوم مصمم التسويق بإنشاء الرسوم التوضيحية والصور الرقمية. ويقوم أيضًا بتطوير العروض التقديمية للشركات لتسويق سلعها وخدماتها والترويج لها للجمهور.

### مصور الرسم
يصور الرسامون ويخلقون الرسوم التوضيحية التي تمثل فكرة أو قصة من خلال صور ثنائية الأبعاد أو ثلاثية الأبعاد. قد يقوم الرسامون بعمل رسومات للمواد المطبوعة مثل الكتب، المجلات، المنشورات الأخرى، أو للمنتجات التجارية مثل المنسوجات والتعبئة وورق التغليف وبطاقات المعايدة والتقويمات والقرطاسية وغيرها.
يستخدم الرسامون العديد من الوسائط المختلفة، من القلم الرصاص والطلاء إلى التنسيق الرقمي، لإعداد الرسوم التوضيحية وإنشائها. يتشاور الرسام مع العملاء من أجل تحديد الرسوم التوضيحية التي تلبي القصة التي يحاولون سردها، أو الرسالة التي يحاولون توصيلها.
قد يكون الرسم التوضيحي شرطًا ثانويًا لمهارة التصميم الجرافيكي أو مهارة تخصصية لفنان مستقل، يُعرف عادةً بأسلوب فريد من نوعه في التوضيح. يمكن نشر الرسم التوضيحي بشكل منفصل كما هو الحال في الفنون الجميلة. ومع ذلك، عادة ما يتم إدراج الرسوم التوضيحية في تخطيطات الصفحات لتصميم الاتصالات في سياق مهن تصميم الجرافيك.

### مطور الصور المرئية
على غرار التوضيح، توجد طرق أخرى لتطوير الصور مثل التصوير الفوتوغرافي والنمذجة ثلاثية الأبعاد وتحرير الصور. لا يُطلق على المحترفينالمبدعين في هذه المناصب عادةً اسم الرسامين، ولكن يتم استخدامهم بنفس الطريقة. من المرجح أن يعمل المصورون لحسابهم الخاص. وأيضاً المرجح أن يتم توظيف مصممي النماذج ثلاثية الأبعاد في مشاريع طويلة الأجل. عادةً ما يكون تحرير الصور مهارة ثانوية لأي مما سبق، ولكنه قد يكون أيضًا تخصصًا للمساعدة في تطوير الويب أو تطوير البرامج أو تطوير الوسائط المتعددة في المسمى الوظيفي المعروف باسم أخصائي الوسائط المتعددة. على الرغم من أن هذه المهارات قد تتطلب معرفة فنية، إلا أنه يمكن تطبيق مهارات التصميم الجرافيكي أيضًا.

### مطور الوسائط المتعددة
قد يأتي مطورو الوسائط المتعددة من تصميم رسومي أو خلفية توضيحية ويطبقون تلك المواهب على الحركة أو الصوت أو التفاعل. مصممو الحركة هم أيضاً مصممو رسومات للحركة. رسامي الرسوم المتحركة هم رسامون للحركة. مصوري الفيديو هم مصورون للحركة. قد يقوم مطورو الوسائط المتعددة أيضًا بتحرير الصور أو تحرير الصوت أو البرمجة أو إنشاء الوسائط المتعددة تمامًا مثل متخصصي الوسائط المتعددة.

### مطور المحتوى
يشمل مطورو المحتوى الرسامين ومطوري الصور المرئية ومطوري الوسائط المتعددة في تطوير البرمجيات والويب. يتضمن تطوير المحتوى محتوى غير رسومي أيضًا.

### المصمم الفني الصحفي
يتعامل المصمم الفني الصحفي مع بنية وتخطيط الصور والنص بتنسيق ممتع يمكن أن يشمل ذلك عمل المجلات والكتيبات والنشرات والكتب وكتيبات الأقراص المضغوطة والملصقات والتنسيقات المماثلة، بالنسبة للمجلات والمنتجات المماثلة يجب مراعاة اللون والمحرف وتنسيق النص وتخطيط الرسوم والمزيد، وعادةً ما يتم تنفيذ تخطيطات الصفحة بواسطة المدير الفني أو مصممي الجرافيك أو الفنانين أو فنانين الإنتاج.

### مصمم الواجهة
مصمم الواجهة هو المصمم الذي يبتكر واجهة المستخدم الرسومية (GUI) والذين يتم توظيفهم من قبل الوسائط المتعددة والبرمجيات وشركات تطوير الويب، نظراً لأن عناصر التحكم الرسومية تفاعلية، وغالباً ما يتداخل تصميم الواجهة مع تصميم التفاعل، نظرًا لأن الواجهات لا تتكون عادةً كملفات كمبيوتر فردية، فقد يتطلب تصميم الواجهة فهما تقنيا، بما في ذلك التكامل الرسومي مع الكود نظرا لأن الواجهات قد تتطلب مئات الأصول، فقد يلزم معرفة كيفية أتمتة إنتاج الرسوم قد يحمل مصمم الواجهة المسمى الوظيفي لمصمم الويب في شركة تطوير الويب.

### مصمم الويب
يمكن أن يشاهد آلاف الأشخاص كل يوم عمل مصمم الويب. يقوم مصممو الويب بإنشاء الصفحات والتخطيط والرسومات لصفحات الويب، ويلعبون دورًا رئيسيًا في تطوير موقع الويب. مصممو الويب لديهم مهمة إنشاء شكل ومظهر موقع الويب عن طريق اختيار النمط وتصميم رسومات وصور جذابة وعناصر مرئية أخرى، وتكييفها مع صفحات الموقع. يقوم مصممو الويب أيضًا بتصميم وتطوير أدوات التنقل الخاصة بالموقع. قد يتخذ مصممو الويب قرارات بشأن المحتوى الذي يتم تضمينه على صفحة الويب، ومكان وضع الأشياء، وكيفية الحفاظ على الجمالية والاستمرارية من شاشة إلى أخرى. يتضمن كل هذا مهارة وتدريبًا في رسومات الكمبيوتر وتصميم الجرافيك وفي أحدث تقنيات الكمبيوتر والويب.
اعتمادًا على نطاق المشروع، قد يتضمن تصميم الويب تعاونًا بين مهندسي البرمجيات ومصممي الجرافيك. قد يكون التصميم الجرافيكي لموقع الويب بسيطًا مثل رسم تخطيطي للصفحة أو التعامل مع الرسومات فقط في محرر HTML، بينما يتم إجراء الترميز المسبق بشكل منفصل بواسطة المبرمجين. في حالات أخرى، قد يواجه مصممو الجرافيك تحديًا ليصبحوا مصممي جرافيك ومبرمجين في عملية تصميم الويب في مواقع تُعرف غالبًا باسم سادة الويب.

### مصمم التعبئة والتغليف
قد يستخدم مصمم العبوة أو فني التغليف المهارات الفنية بخلاف التصميم الجرافيكي. قد تكون هناك حاجة أيضًا إلى معرفة عمليات القطع، والتجعيد، والطي، وطبيعة وسلوك مواد التعبئة والتغليف مثل الورق، والصفائح المموجة، والمواد الاصطناعية أو أي نوع آخر من المواد. قد يرى العميل الجزء العلوي / الخارجي من الحزمة في البداية، ولكن قد ينجذب أيضًا إلى ميزات تصميم الحزمة الأخرى. قد يتطلب تصميم العبوة مهارات تخطيط مساحة ثلاثية الأبعاد بالإضافة إلى الاتصال المرئي للنظر في مدى جودة عمل التصميم في زوايا متعددة. يمكن استخدام تطبيقات برامج CAD المخصصة لتصميم العبوات.